# Россети Кубань
ПАО «Россети Кубань» — крупнейшая электросетевая компания на территории Краснодарского края и Республики Адыгея, осуществляющая передачу и распределение электрической энергии по сетям напряжением 110 кВ и ниже.

## История
Первые объекты электроэнергетики на Кубани появились в конце XIX века. Для целей освещения в 1890 году на мельнице купца Волочаева в селе Фёдоровском появилась первая электроустановка. А уже через три года в Новороссийске на элеваторе, для механизации погрузки зерна на транспорт, была пущена первая в России электростанция трёхфазного тока мощностью 1200 кВт.
История электрификации Кубани берёт своё начало в 1920-х годах, когда решением исполкома Кубанского округа, вдохновлённого идеями знаменитого плана ГОЭЛРО, был разработан и утверждён план электрификации Кубани на 15 лет. Согласно плану, к 1940 году предполагалось построить районную тепловую электростанцию мощностью около 22000 кВт, пять групповых и 19 местных станций, 300 км линий электропередачи напряжением 110 кВ и шесть понизительных подстанций, а также 6570 км низковольтных линий.
Великая Отечественная война стала тяжёлым испытанием для кубанской энергосистемы. За несколько месяцев оккупации немцы до основания разрушили 21 здание электростанций, вывезли 18 паровых котлов, 21 паровую турбину, 59 локомобилей, 136 дизелей, более 1000 электродвигателей, 7 паровых машин. Но, несмотря на столь тяжёлые потери, сразу после освобождения региона от захватчиков, ещё до конца войны, электростанции края уже давали электричество заводам и фабрикам.
В целях восстановления разрушенного энергетического хозяйства Кубани и его дальнейшего развития приказом Наркома электростанций СССР от 14 марта 1944 г. № 66 организовано Краснодарское районное энергетическое управление «Краснодарэнерго» (РЭУ). Основными видами деятельности РЭУ были производство, распределение и сбыт электрической и тепловой энергии, восстановление и развитие энергосистемы, контроль энергопотребления и надзор за эксплуатацией энергоустановок предприятий Кубани. В ведении РЭУ на правах самостоятельных хозрасчетных предприятий находились электростанции, подстанции, сетевые районы, энергосбыт, ремонтно-механический завод, центральный склад, проектно-изыскательское бюро, производственно-исследовательская лаборатория.
К 1959 году установленная мощность всей Кубанской энергосистемы составила 337 МВт (без учёта дизельных установок и блокстанций).
В конце 50-х — начале 60-х годов на Кубани сооружались магистральные линии электропередачи напряжением 110 и 220 кВ, необходимые для связи с энергосистемами юга России и Закавказья, электрифицирована железнодорожная сеть края, строились распределительные электросетевые объекты, электрификация сельских населенных пунктов достигла 86 %.
В 1963 году, в соответствии с постановлением Совета Министров РСФСР от 14.05.1963, в состав РЭУ из Крайкомхоза переданы предприятия городских и сельских электросетей Кубани.
Бурный рост электропотребления народным хозяйством Кубани в 1970—1980 годы обусловил строительство большого количества линий электропередачи и подстанций, переход на более высокие классы напряжения — 330 и 500 кВ. Общая протяженность линий электропередачи всех напряжений составила около 90 тысяч км, количество подстанций 35-500 кВ превысило 700.
1 ноября 1988 года, в соответствии с постановлением Совета Министров СССР от 02.07.1987 № 812, Краснодарское районное энергетическое управление «Краснодарэнерго» было упразднено, а на базе подведомственных ему предприятий и организаций создано Краснодарское производственное объединение энергетики и электрификации «Краснодарэнерго» (ПОЭиЭ «Краснодарэнерго»).
В 1993 году в соответствии с законодательством России о приватизации государственных и муниципальных предприятий ПОЭиЭ «Краснодарэнерго» преобразовано в ОАО «Кубаньэнерго», в состав которого, кроме предприятий электрических сетей, в качестве филиалов вошли Краснодарская ТЭЦ, «Энергонадзор», ремонтно-строительные предприятия, учебный комбинат, пансионат отдыха, пионерский лагерь. В соответствии с Указом Президента Российской Федерации от 15.08.1992 № 923 «Об организации управления электроэнергетическим комплексом Российской Федерации в условиях приватизации» 49 % акций Общества в 1993 году переданы в оплату уставного капитала ОАО РАО «ЕЭС России», а оставшиеся 51 % акций ОАО «Кубаньэнерго» приобретены по закрытой подписке членами трудового коллектива Общества и другими лицами, имеющими право на льготы в соответствии с Государственной программой приватизации.
В 2006 году в результате реорганизации ОАО «Кубаньэнерго» из него выделились открытые акционерные общества:
- «Кубанская генерирующая компания», в уставный капитал которого вошли генерирующие мощности (Краснодарская ТЭЦ и малые гидроэлектростанции);
- «Кубанские магистральные сети», уставный капитал которого сформирован электросетевыми объектами, относящимися к Единой национальной электрической сети (напряжением 220 кВ и выше);
- «Кубанская энергосбытовая компания» с функциями гарантирующего поставщика электроэнергии, а также покупки электроэнергии на оптовом рынке и поставки её конечным потребителям.

С 14 сентября 2007 года до 01 декабря 2010 года функции единоличного исполнительного органа осуществляло ОАО «МРСК Юга». С 1 июля 2008 года ОАО «Кубаньэнерго» является зависимым обществом ОАО «Холдинг МРСК», получившего 49 % голосующих акций Общества в порядке правопреемства от ОАО РАО «ЕЭС России» в результате реорганизации последнего.
В 2020 году компания переименована в ПАО "Россети Кубань".

## Руководство
- С июля 2006 года по 2007 год — Гаврилов Александр Ильич.
- С 2007 года по 2010 год — Пестов Дмитрий Владимирович.
- С декабря 2010 года по 18 марта 2013 года — Султанов Георгий Ахмедович.
- С 19 марта 2013 года по 3 июня 2019 года — Гаврилов Александр Ильич.
- С 18 июля 2019 года по 17 мая 2021 года — Сергеев Сергей Владимирович.
- С 18 мая 2021 года — Эбзеев Борис Борисович

## Деятельность
Основной вид деятельности — передача и распределение электроэнергии по электрическим сетям напряжением 110 кВ и ниже для потребителей электроэнергии Краснодарского края и Республики Адыгея. Деятельность ПАО «Россети Кубань» по передаче электроэнергии регулируется государством в части установления тарифов на передачу электроэнергии и ставок на технологическое присоединение, а также обеспечения недискриминационного доступа потребителей к электрическим сетям.
В состав ПАО «Россети Кубань» входит 11 филиалов, 54 районов распределительных электрических сетей и 200 сетевых участков.